# قرار مجلس الأمن التابع للأمم المتحدة رقم 1989
قرار مجلس الأمن التابع للأمم المتحدة رقم 1989، المتخذ بالإجماع في 17 يونيو 2011، بعد التذكير بالقرارات 1267 (1999)، 1333 (2000)، 1363 (2001)، 1373 (2001)، 1390 (2002)، 1452 (2002)، 1455 (2003) و1526 (2004) و1566 (2004) و1617 (2005) و1624 (2005) و1699 (2006) و1730 (2006) و1735 (2006) و1822 (2008) و1904 (2009) و1988 (2011) بشأن الإرهاب والتهديد الذي يتهدد أفغانستان، فرض المجلس أنظمة عقوبات منفصلة على القاعدة وطالبان.
تناول القرار 1989 العقوبات المتعلقة بالقاعدة، بينما تناول القرار 1988 (2011) العقوبات ضد طالبان. وحتى صدور القرارين، كانت العقوبات على طالبان والقاعدة تتولاها نفس اللجنة.

## تفاصيل
وأكد مجلس الأمن من جديد أن الإرهاب لا يزال يشكل تهديدا «خطيرا» للسلم والأمن الدوليين. وتضمنت أحكام القرار المعتمد بموجب الفصل السابع من ميثاق الأمم المتحدة ما يلي:
- تعديل اللجنة المنشأة بموجب القرار 1267 لتشمل فقط القاعدة والمرتبطين بها؛
- وسعت ولاية أمين المظالم الذي تم إنشاؤه بموجب القرار 1904 ليشمل النظر في طلبات الرفع وقبول الطلبات أو رفضها؛
- حث الدول والمنظمات على تقديم جميع المعلومات الضرورية المتعلقة بطلبات الشطب الخاصة بالقاعدة أو الأفراد الآخرين؛
- التأكد من تطبيق العقوبات بشكل أكثر عدالة وشفافية.

وينص مرفق القرار على تعليمات لأمين المظالم ولجنة الرصد.

## روابط خارجية
- نص القرار في undocs.org
- موقع اللجنة المنبثقة عن القرارات 1267 و 1989 و 2253 (لجنة جزاءات القاعدة)